# Consolidated Industries Corporation
NV Consolidated Industries Corporation (CIC) is een Surinaams bedrijf. Het staat genoteerd aan de Suriname Stock Exchange (SSX) en is actief in met name de productie van schoonmaak- en wasmiddelen.

## Geschiedenis
Consolidated Industries Corporation werd op 25 november 1967 door 150 aandeelhouders opgericht als producent van waspoeder met de merknaam Witboi. Enkele jaren later werden hier vloeibare schoonmaakmiddelen en tandpasta aan toegevoegd, en eind jaren 1970 plastic flessen. Deze laatste werden zowel voor eigen producten als voor andere fabrikanten geproduceerd. De fabrikant reageerde op de economische recessie van de jaren 1980 en het tekort aan deviezen met uitbreiding van het assortiment. In 1982 kwam er cosmetica bij en in 1986 fruitverwerkingsproducten.
Van 1987 tot 1997 kende CIC een sterke terugloop van de productie met als dieptepunt 1996, toen Suriname toetrad tot de Caricom en andere Caribische landen de Surinaamse markt betraden. Om faillissement te voorkomen werd tot 2002 gesaneerd en gemoderniseerd, evenals het just-in-time-principe ingevoerd. Zes locaties werden teruggebracht naar één en branchevreemde activiteiten werden afgestoten, zoals de fruitverwerking die werd ondergebracht bij de dochteronderneming Carifrico. De 150 producten werden teruggebracht naar 75 en het aantal verpakkingen van 350 naar 75; het aantal werknemers slonk van 230 naar 144.
Verder werd met een aandelenemissie nieuw kapitaal verworven en vervangingsinvesteringen gerealiseerd. Na deze reorganisatie verwierf CIC een marktleiderspositie en kwam ook de export op gang, met Trinidad en Tobago als eerste buitenlandse markt; later volgden Guyana en Jamaica. In 2010 opende CIC twee nieuwe fabrieken in plastic en vloeibare producten. In 2017 exporteerde CIC inmiddels naar veertien landen.
Verder verkreeg de fabrikant diverse internationale certificeringen. Vanwege uitmuntende prestaties was het in 2014 een van de prijswinnaars op de jaarbeurs van de KKF. De fabrikant voert de merken Klinol, Ozon, Sun, Supro Extreme en Tropical Bush. De Verenigde Surinaamse Holdingmij heeft een meerderheidsbelang in CIC verworven.
Assuria ·
Consolidated Industries Corporation ·
Elgawa ·
Hakrinbank ·
Self Reliance ·
Staatsolie ·
De Surinaamsche Bank ·
Surinaamse Brouwerij ·
Torarica Group ·
Varossieau ·
Verenigde Surinaamse Holdingmij ·
VSH Foods